# Marianka (Biłgoraj)
Marianka [pronunciación en polaco: /maˈrjaŋka/] es un pueblo ubicado en el distrito administrativo de Gmina Księżpol, dentro del Condado de Biłgoraj, Voivodato de Lublin, en Polonia oriental. Se encuentra aproximadamente a 4 kilómetros al sureste de Księżpol, a 17 kilómetros al sur de Biłgoraj, y a 96 kilómetros al sur de la capital regional Lublin.